# Echium rosulatum
Espèce
Classification APG II (2003)
Echium rosulatum est une espèce de vipérine de la famille des Boraginaceae.

## Taxinomie

### Synonyme
Selon Tela Botanica :
- Echium davaei Rouy

### Sous-espèces
Selon Tela Botanica :
- E. r. stenophyllum Cout.
- E. r. davaei (Rouy) Cout.
- E. r. campestre (Samp.) Cout.